# Black War
Der Black War (englisch „Schwarzer Krieg“) war ein gewalttätiger Konflikt in Tasmanien zwischen britischen Kolonisatoren und tasmanischen Aborigines im 19. Jahrhundert. Er mündete im Genozid an den Tasmaniern.
Es handelte sich um eine Auseinandersetzung, die nie offiziell als Krieg erklärt worden war. Das führte dazu, dass der Black War unterschiedlich datiert wird. Einige sehen seinen Beginn bereits 1803, als die ersten europäischen Siedlungen auf Tasmanien errichtet wurden. Seinen Höhepunkt erreichte der Konflikt im Zeitraum um 1820; daher wird dem Black War auch am häufigsten dieses Datum zugeordnet. Die Auseinandersetzungen fanden ca. 1830 ihr Ende, nachdem der Versuch der Black Line fehlgeschlagen war und die Aborigines durch die britischen Besatzer in die Reservationszone auf Flinders Island deportiert worden waren.